# Kappler (Lana)

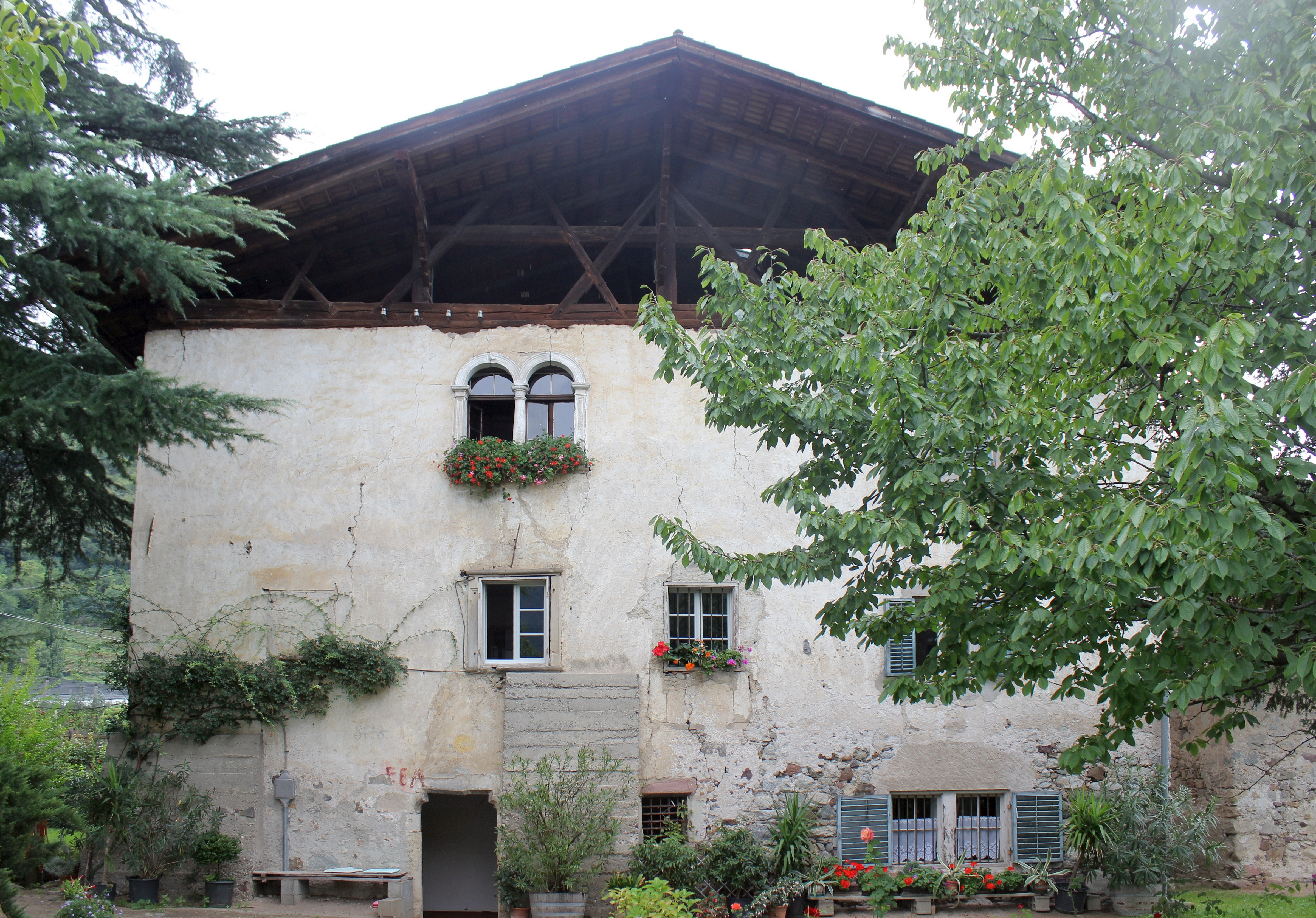
Kappler Wohnhaus (2017)

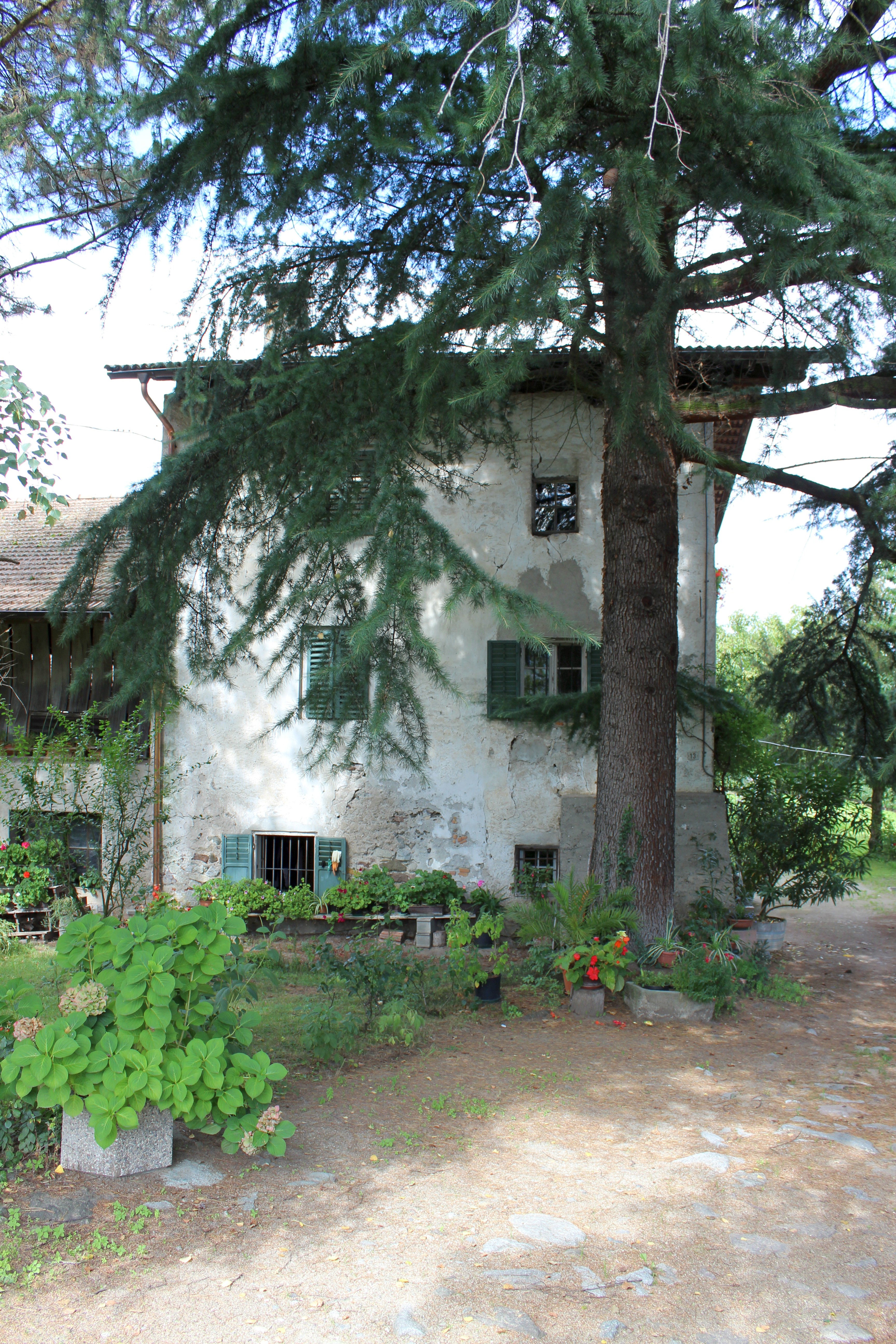
Seitenansicht

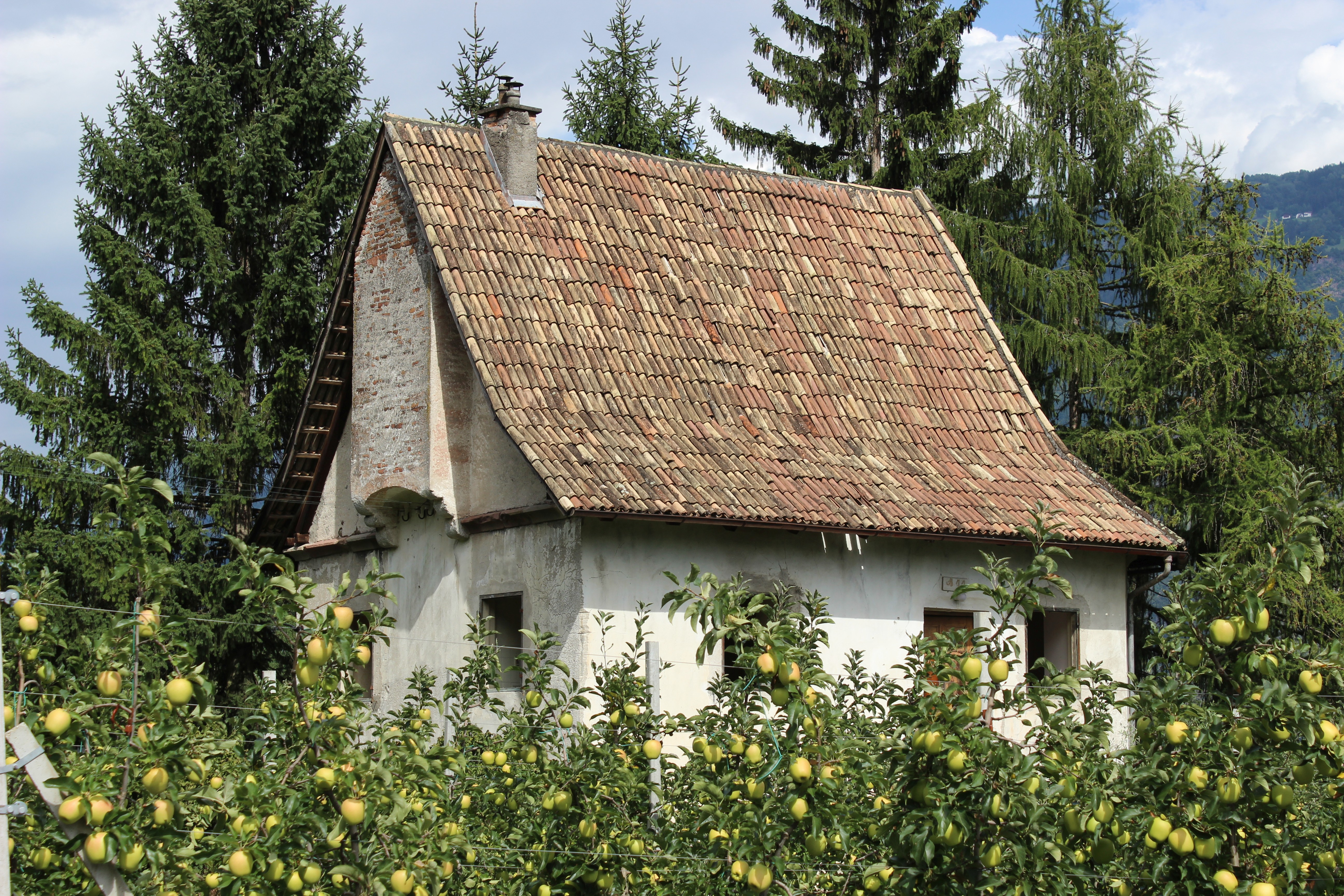
Ehemalige Hofkapelle St. Ulrich

Kappler bzw. Kapplerhof ist ein denkmalgeschützter Hof in Lana (Südtirol).

## Geschichte
Der Kapplerhof, früher Kappelhof, in Niederlana wurde 1285 erstmals urkundlich als Hof bei der Chapell erwähnt. Der Name geht auf die Hofkapelle St. Ulrich zurück, der das Gebäude zunächst als Widum diente. Das Ulrich-und-Afra-Patrozinium der Kapelle verweist auf einen ehemaligen Augsburgischen Besitz, wofür es allerdings keine schriftlichen Zeugnisse gibt. Am 11. März 1357 verstarb Chunrad von St. Afra, möglicherweise damaliger Betreiber des Gutshofes Kappler. Später gehörte der Grund dem Deutschen Orden.
Das heutige Wohnhaus ist im Kern wohl im 14. Jahrhundert entstanden. Im 15. bis 16. Jahrhundert erfolgten Um- und Ausbaumaßnahmen. Zu den häufig wechselnden Besitzern gehörten bis in das letzte Drittel des 16. Jahrhunderts die Familie Kappler bzw. Kappeler, die den Hofnamen als Familiennamen führten, seit Ende des 16. Jahrhunderts die Familie Thaler, seit Mitte des 17. Jahrhunderts die Familie Campi zu Helmsdorf und schließlich seit Mitte des 18. Jahrhunderts die Freiherren von Priami.
1786 wurde die Hofkapelle geschlossen, ihrer Ausstattung beraubt, und zur Lagerung von Feldfrüchten verwendet. Die damalige Hofbesitzerin verkaufte den spätgotische Flügelaltar in den 1850er Jahren an einen Trödelhändler Mair in Bozen für 50 fl. Laut Edikt vom 14. September 1858 versteigerte Johann Tanner in Niederlana und Joseph Nußbaumer, Kappler in Niederlana beim Hasenwirt in Niederlana folgende nachstehende dem Schuldner gehörenden Realitäten:
1. Das Baurecht und Gerechtigkeit des sogenannten Kapplhofes in Niederlana, nämlich eine Feuer- und Futterbehausung, samt Stadel, und einer Kapelle zu St. Ulrich genannt.
2. Ein Garten von 48 Klafter.
3. Ein Anger mit verschiedenen Obstbäumen besetzt von 1½ Tagmahd und 55 Klafter.
4. Ein Stück Erdreich Ackerfeld, der Kirchacker genannt, mit Reben belegt von 1¾ Jauch Klafter.
5. Ein Stück Erdreich Acker und Weinbau, der Raut genannt, von 32 Graber 60 Klafter groß, teils fruchtbar, teils durch den Brandisbach verschüttet.
6. Ein Acker, das Steinackerle genannt, mit Reben belegt, über dem Haus und Stadel liegend von 1 ½ Jauch und 175 Klafter.
7. Ein Acker, das Halbweinstückl benannt, samt einer darunter befindlichen Wiesfelde, und haltet hieraus den Acker ½ Jauch 82 Klafter, und die Wiese 125 Klafter...

1870 kaufte die Familie Egger aus Mitterlana den Kapplerhof, denen das Anwesen noch heute gehört. 1889 baute der Hofbesitzer Joseph Egger die Kapelle in ein zweistöckiges Wohnhaus um. Seit dem 3. August 1979 wird der Hof und die Kapelle in der Denkmalliste geführt. 1996 legten Archäologen in der Kapelle Mauerreste des romanischen Vorgängerbaues frei. 2011 begannen Restaurierungsmaßnahmen an dem profanierten Gebäude. Der Rückbau der Kapelle erfolgte 2017.

## Beschreibung
Das Erdgeschoß beherbergt einen gewölbten Vorraum mit einer steingerahmten Schulterbogentür. Die spätgotischen Fenster des ersten Stockwerkes sind heute vermauert. Der Vorraum des zweiten Stockes besitzt eine Tramdecke und Doppelbogenfenster. An dem offenen Bundwerk-Giebel ist die Jahreszahl 1597 zu erkennen.